# Team Management Systems
Team Management Systems (TMS) steht für ein Instrumentarium zur systemischen Organisations- und Personalentwicklung, das von den australischen Wissenschaftlern Charles Margerison und Dick McCann Anfang der 1980er-Jahre entwickelt wurde.
Grundlage ist ein auf Selbstbeschreibung beruhender Persönlichkeitstest (auch TMP – Team Management Profile genannt) mit Aussagen zu Entscheidungsfindung, Informationsverarbeitung, Organisations- und Kommunikationsverhalten. Inhaber der weltweiten Rechte an TMS ist die TMS International Inc. mit Sitz in Brisbane.

## Geschichte
Charles Margerison und Dick McCann entwickelten die grundlegenden Modelle und Instrumente von TMS zwischen 1985 und 1988 im Rahmen von Forschungs- und Beratungstätigkeiten an der University of Queensland. Nachfolgend gründeten sie das Institute of Team Management Studies (ITMS) in Brisbane, das die empirischen Forschungsergebnisse systematisch auswertet und dokumentiert. Es verfügte im Jahr 2003 über eine Datenbasis der anonymisierten Aussagen und Daten von über 151.000 Führungskräften und Teammitgliedern aus über 160 Ländern in Asien, Amerika und Europa, die ständig erweitert wird. Grundlegende Erkenntnis aus der systematischen Befragung dieser Personen war die länder-, unternehmens- und teamübergreifende Identifizierung von acht Arbeitsfunktionen (Types of Work), deren systematische Ausübung einen wesentlichen Beitrag zur effektiven Teamarbeit leistet.
In einer Weiterentwicklung der theoretischen Konzepte von Carl Gustav Jung und des Myers-Briggs-Typen-Indikators (heute MBTI Assessment genannt) wurde das Modell der Arbeitspräferenzen (englisch Types of Work Preferences) entwickelt, das erstmals bevorzugte Arbeitsweisen in den Zusammenhang des Arbeitsumfeldes stellt. Gleichzeitig wurde empirisch festgestellt, dass der MBTI selbst zur Herstellung dieses Zusammenhanges nicht geeignet ist, da sich Verhaltensweisen am Arbeitsplatz und außerhalb des Arbeitsumfeldes häufig fundamental unterscheiden. Hierzu entwickelten die Wissenschaftler Charles Margerison und Dick McCann einen Fragebogen für das sogenannte TMP – Team Management Profil, der es Arbeitnehmern ermöglicht, ihre Arbeitspräferenzen im Bereich der acht Arbeitsfunktionen zu identifizieren.
Das ITMS veröffentlicht seit 1988 in regelmäßigen Abständen (zuletzt in der 5. Auflage im Jahr 2018) die wissenschaftlichen Forschungsdaten von 476.879 Interviews aus mehr als 190 Ländern und in über 20 Sprachen in einem umfangreichen Research Manual. Die Normdaten des Team Management Profils wurden zuletzt Ende 2023 mit 657.975 ausgewerteten Profilfragebögen herausgegeben. 

## Anwendung

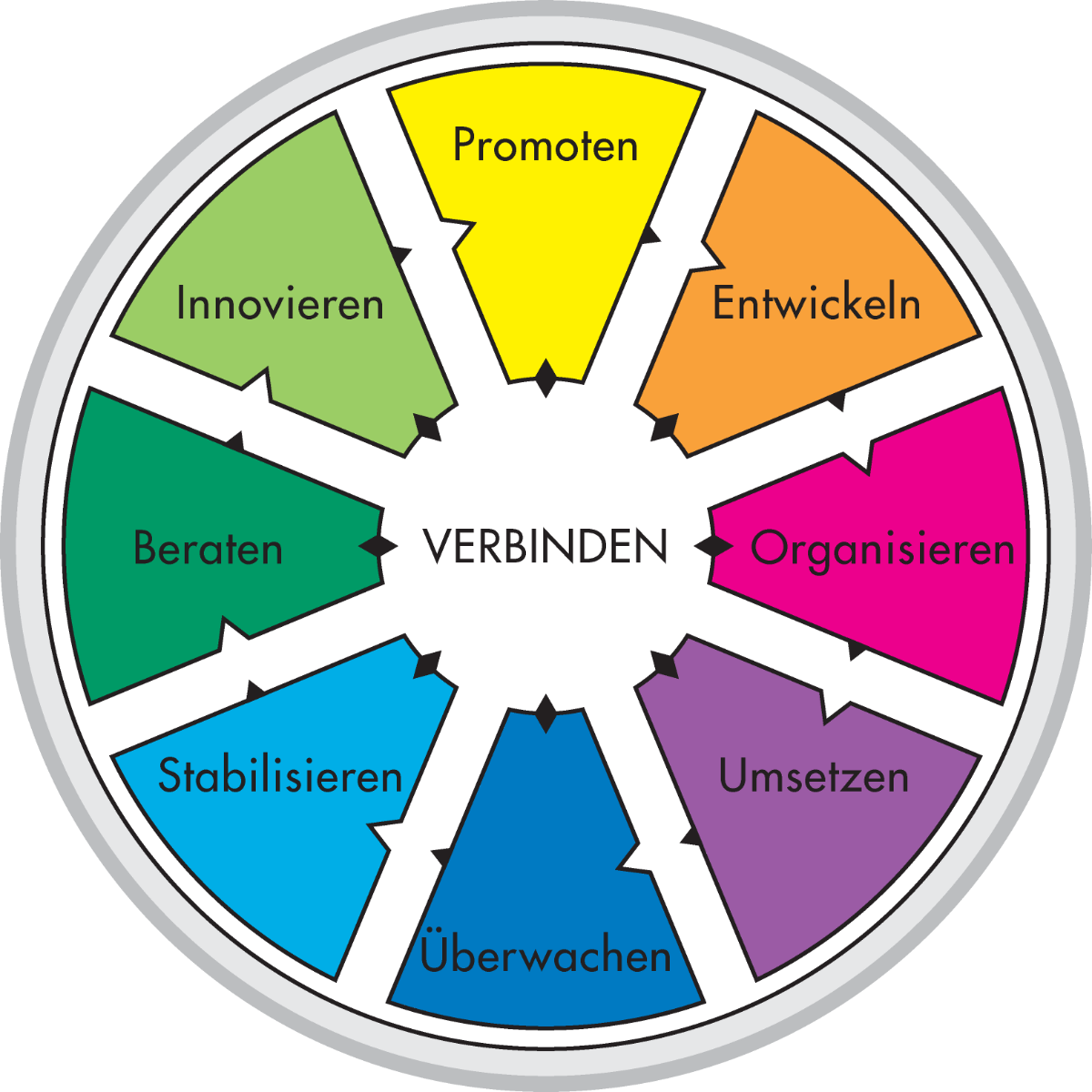
Die acht Arbeitsfunktionen des Team Management Systems

Grundlage für die Anwendung des Team Management Systems ist ein standardisierter Profilbogen mit 60 Fragen, die jeder Mitarbeiter eines Teams beantworten muss. Aus den Antworten wird ein Bericht über die Arbeitspräferenzen jeder Person erstellt, der eine bessere Zuordnung der jeweiligen Aufgaben in einem Team ermöglichen soll.
Das Team Management System basiert auf der Annahme, dass es acht sogenannte Arbeitsfunktionen (engl. Types of Work) gibt, die für dauerhaften Erfolg wichtig sind: Promoten, Entwickeln, Organisieren, Umsetzen, Überwachen, Stabilisieren, Beraten und Innovieren. Die Forschung des Team Management Systems zeigt, dass allerdings die meisten Menschen nur in zwei oder drei dieser acht Arbeitsfunktionen gerne arbeiten. Der Fragebogen für das Team Management Profil misst, wie stark die Präferenzen für diese Arbeitsfunktionen sind. Im Team Management Profil, einem schriftlichen Report von etwa 30 Seiten (5.000 Wörter) werden diese Arbeitspräferenzen als Teamrollen wertschätzend beschrieben. 
Im Mittelpunkt, als Nabe im Rad, steht das Verbinden (engl. Linking). Dies ist das Führungskonzept innerhalb des Team Management Systems. Die Führungskraft wird als Linking Leader verstanden, der die Teammitglieder miteinander verbindet und damit für eine hohe Leistungskraft sorgt. Unter den sogenannten Linking Skills des Team Management Systems werden zentrale Führungsaufgaben und -funktionen definiert, die jedes Mitglied eines Teams entwickeln kann, um die zuvor herausgearbeiteten Teamrollen zu verbinden. Es werden insgesamt 13 Fähigkeiten wie Aktives Zuhören oder Delegation benannt.

## Belege
1. ↑  About TMS, TMS Global Website. Abgerufen am 15. Mai 2013.
2. ↑  The Concepts: Work Preferences, TMS Global Website. Abgerufen am 15. Mai 2013.
3. ↑  Jenny Schubert: Teamentwicklung mit dem Team Management System. (PDF) Berufsverband Deutscher Psychologinnen und Psychologen, 9. Juni 2008, archiviert vom Original (nicht mehr online verfügbar) am 12. September 2014; abgerufen am 15. Mai 2013 (609 KB).  Info: Der Archivlink wurde automatisch eingesetzt und noch nicht geprüft. Bitte prüfe Original- und Archivlink gemäß Anleitung und entferne dann diesen Hinweis.